# Les Mecs comiques
Les Mecs comiques est un groupe humoristique québécois formé par Jean-François Baril, Louis Morissette et Alex Perron, finissants de la promotion 1996 de l'École nationale de l'humour. Le groupe est connu principalement grâce à l'émission de télévision hebdomadaire de sketchs, de parodies et de monologues Les Mecs comiques, et à la série mélangeant la fiction et la réalité 3X Rien, diffusée de 2003 à 2006, sur les ondes de TQS.
Dès 1996, le trio fera des spectacles à travers le Québec, l'Ontario et le Nouveau-Brunswick ou ils se mériteront un Billet d’Or pour leur spectacle 108 minutes pour rire. Ils mettront en scène, en 1998, leur deuxième spectacle intitulé Le jeune, le fif et le macho donnant plus de 150 représentations.
À Montréal, en collaboration avec l'animateur Richard Z. Sirois (ancien membre du groupe humoristique RBO), ils diffuseront entre 1999 et 2001 une émission quotidienne sur les ondes de la radio COOL FM et ensuite sur celles de CKOI-FM.
Le 8 novembre 2005, les journaux annoncent officiellement le départ de Louis Morissette de la formation rendant publique la dissolution du groupe Les Mecs comiques.

## Discographie
- 2001 : On chante toujours mieux dans not’ char